# Сілліманівські меморіальні лекції
Сілліма́нівські меморіа́льні ле́кції (англ. Silliman Memorial lectures) — наукова нагорода від Єльського університету, заснована фундацією «Mrs. Hepsa Ely Silliman Foundation» у 1901 році на основі спадку в розмірі 80 000 доларів США, залишеного в 1883 році Августом Елі Сілліманом (англ. Augustus Ely Silliman, 1807—1884) на вшанування пам'яті про його матір, місіс Гепса Елі Сілліман (англ. Hepsa Ely Silliman, 1778—1864).
Лауреат нагороди проводить цикл лекцій, який потім фундацією «Mrs. Hepsa Ely Silliman Foundation» у співпраці з видавництвом Єльського університету публікується у вигляді книги в рамках серії «Silliman Memorial lectures»
. Теми лекцій мають бути присвячені природничим наукам (анатомія, астрономія, геологія, хімія тощо), історії та моралі.

## Лауреати нагороди
- 1903 Джозеф Джон Томсон — Electricity and Matter («Електрика і матерія», 1904[4])
- 1904 Чарлз Скотт Шеррінгтон — The Integrative Action of the Nervous System («Інтегративна дія нервової системи», 1906)
- 1905 Ернест Резерфорд — Radioactive Transformations («Радіоактивні перетворення», 1906)
- 1906 Вальтер Герман Нернст — Experimental and Theoretical Applications of Thermodynamics to Chemistry («Експериментальні та теоретичні застосування термодинаміки в хімії», 1911, перевидано 1913)
- 1907 Вільям Бетсон — Problems of Genetics («Проблеми генетики», 1913)
- 1908 Альбрехт Пенк
- 1909 Вільям Воллес Кемпбелл — Stellar Motions («Рухи зір», 1913)
- 1910 Сванте Август Арреніус — Theories of Solutions («Теорії рішень», 1912)
- 1911 Макс Фервон[en] — Irritability («Дратівливість», 1908)
- 1913 Вільям Ослер — The Evolution of Modern Medicine («Еволюція сучасної медицини», 1921)
- 1913 Джозеф Іддінгс та ін. — The Problem of Volcanism («Проблема вулканізму», 1914)
- 1914 Вальдемар Ліндгрен та ін. — Problems of American Geology («Проблеми американської геології», 1915)
- 1916 Джон Скотт Голдейн — Organism and Environment as Illustrated by the Physiology of Breathing Respiration («Організм і навколишнє середовище на прикладі фізіології дихання», 1917)
- 1918 Едвард Солсбері Дана, Чарльз Шухерт, Джозеф Барелл[en], Richard Swann Lull[en],  Горацій Лемюель Веллс[de], Leigh Page[en], Wesley R. Coe[5] — A Century of Science in America (Dana Commemorative Lectures) («Століття науки в Америці (пам'ятні лекції Дани)», 1922)
- 1919 Жак Соломон Адамар — Lecture on Cauchy's Problem in Linear Partial Differential Equations («Лекція про задачу Коші в лінійних диференціальних рівняннях у частинних похідних», 1923)
- 1920 Франц Кюмон[en] — After Life in Roman Paganism («Загробне життя в римському язичництві», 1922)
- 1920 Leo Frederick Rettger[6] — A Treatise on the Transformation of the Intestinal Flora with Special Reference to the Implantation of Bacillus Acidophillus («Трактат про трансформацію кишкової флори з особливим акцентом на імплантацію Bacillus Acidophilus», 1921)
- 1921 Клеменс фон Пірке — An Outline of the Pirquet System of Nutrition («Опис системи харчування Пірке», 1922)
- 1922 Август Крог — The Anatomy and Physiology of Capillaries («Анатомія і фізіологія капілярів», 1922, перевидання нов. ред. 1927)
- 1923 Нільс Бор — XXII. Notes to the Silliman Lectures (1923) («Нотатки до Сілліманівських лекцій (1923)», 1976)[7]
- 1924 Томас Гант Морган — The Theory of the Gene («Теорія гена», 1926)
- 1925 Гілберт Ньютон Льюїс — The Anatomy of Science («Анатомія науки», 1926)
- 1926 Ернест Клейтон Ендрюс[en]
- 1927 Лоренс Джозеф Гендерсон[en] — Blood: A Study in General Physiology («Кров: дослідження загальної фізіології», 1928)
- 1930 Генріх Отто Віланд — On the Mechanism of Oxidation («Про механізм окиснення», 1932)
- 1931 Оуен Вілланс Річардсон — Molecular Hydrogen and its Spectrum («Молекулярний водень та його спектр», 1934)
- 1933 Реджиналд Олдворт Делі — The Changing World of the Ice Age («Змінний світ льодовикового періоду», 1934)
- 1934 Ганс Шпеман — Induction («Індукція», 1938)
- 1935 Едвін Габбл — The Realm of the Nebulae («Царство туманностей», 1936, перевидано 1982)
- 1936  Девід Мередіт Сірс Вотсон[en] — Paleontology and Modern Biology («Палеонтологія і сучасна біологія», 1951)
- 1938  Альберт Чібнал[en] — Protein Metabolism in the Plant («Метаболізм білка в рослинах», 1939)
- 1939 Ріхард Гольдшмідт — The Material Basis of Evolution (1940, перевидано 1982)
- 1945 Ернест Орландо Лоуренс; Лайнус Полінг; Джордж Бідл; Венделл Мередіт Стенлі — The Centennial of the Sheffield Scientific School (за ред. Джорджа Альфреда Бейтселла[en]) (1950)
- 1946 Едвін Джозеф Кон[en]
- 1947 Джордж Бідл
- 1948 Росс Гаррісон — Organization and Development of the Embryo («Організація та розвиток ембріона», 1969, за ред. Саллі Вайденс)
- 1949 Енріко Фермі — Elementary Particles («Елементарні частинки», 1951, стаття 1961)
- 1950 Гарольд Клейтон Юрі — The Planets: Their Origin and Development («Планети: їх походження та розвиток», 1952, стаття 1961)
- 1951 Ганс Петтерссон[en] — The Ocean Floor («Дно океану», 1954)
- 1952 Карл Фердинанд Корі; Джон Рей Даннінг; Chauncey Guy Suits[en]
- 1953 Рагнар_Граніт — Receptors and Sensory Perception («Рецептори і сенсорне сприйняття», 1955)
- 1954 Кеннет Спенс[en] — Behavior Theory and Conditioning («Теорія поведінки та замовлення», 1956)
- 1955 Джон фон Нейман — The Computer and the Brain («Комп'ютер і мозок», 1958, стаття 1979)
- 1956 Гленн Теодор Сіборг  The Transuranium Elements («Трансуранові елементи», 1958)
- 1958 Феодосій Добжанський — Mankind Evolving («Людство розвивається», 1962)
- 1959 Вільям Волден Рубі[en]
- 1960 Рене Дюбо[en] — Man Adapting («Людина адаптується», 1965, стаття 1967, розширена редакція 1990)
- 1962 Субраманьян Чандрасекар — Ellipsoidal Figures of Equilibrium («Еліпсоїдні фігури рівноваги», 1969)
- 1963 Луїс Лікі; Александер Тодд
- 1964 Роберт Сандерсон Маллікен
- 1965 Вільям Альберт Г'ю Раштон[en]
- 1966 Денис Вілкінсон[en]
- 1966 Лекції до сторіччя Музею Пібоді — Evolution and Environment («Еволюція довкілля», за ред. Елен Дрейк, 1968)
- 1967 Джейкоб Броновскі — On the Origins of Knowledge and Imagination («Про витоки знання та уяви», 1979)
- 1968 Джошуа Ледерберг
- 1969 В. В. Бішоп та ін. The Late Cenozoic Glacial Ages («Пізній кайнозойський льодовиковий період», 1971, за ред. К.К.Турекяна[en])
- 1974 Стівен Куффлер
- 1975 Франсуа Жакоб
- 1976 Аллан Кокс[en]
- 1977 Стівен Вайнберг
- 1977 Лайман Спітцер — Searching Between the Stars («Пошук між зорями», 1982)
- 1978 Артур Корнберг
- 1979 Енн Макларен[en] — Germ Cells and Soma: A New Look at an Old Problem («Статеві клітини та сома: новий погляд на стару проблему», 1981)
- 1980 Роалд Гоффманн; Деніел Карлтон Гайдушек
- 1981 Джордж Ветерілл[en]
- 1982 Девід Пілбім[en]
- 1983 Кіп Торн — Black Holes: The Membrane Paradigm («Чорні діри: парадигма мембран», у співавторстві з Річардом Прайсом та Дугласом Макдональдом, 1986)
- 1984 Аарон Клуг
- 1985 Елайс Джеймс Корі
- 1986 Ерік Кендел
- 1989 Крістіана Нюсляйн-Фольгард
- 1989 Гельфанд Ізраїль Мойсейович
- 1992 Девід Аллан Бромлі[en]
- 1994 Джеймс Піблс, Philip J. E. — Cosmogony: How did Galaxies Form?; Mass Puzzles and the Past and Future of Our Expanding Universe («Філіп Дж. Е. — Космогонія: як утворилися галактики?; Масові головоломки та минуле і майбутнє нашого Всесвіту, що розширюється»)
- 1995 Джон Гопфілд — Neural Networks: Brains and Computers («Нейронні мережі: мозок і комп'ютери»)
- 1996 Юджин Шумейкер — Near-Earth Asteroids and Comets[8] («Наближені до Землі астероїди і комети»)
- 1998 П'єр Жиль де Жен — From Rice to Snow: Problems of Granular Matter («Від рису до снігу: проблеми гранульованої матерії»)
- 1998 Мартін Карплус — Proteins: The Fourth Dimension («'Білки: Четвертий вимір»)
- 2001 Мів Лікі — African Origins -Sole Survivors of a Diverse Past («Африканське походження — єдині люди, які пережили різноманітне минуле»)
- 2001 Джон Альман[en] — Evolving Brains («Еволюціонуючий мозок»)
- 2001 Луїджі Лука Каваллі-Сфорза[en] — Genes, Peoples and Languages («Гени, народи і мови»)
- 2001 Томас Роберт Чек — The RNA World and the Origins of Life — Life Before Yale (Long Before) («Світ РНК і походження життя — Життя до Єльського університету (задовго до)»)
- 2001 Джеймс Вільям Шопф[en], J. William — Discovery of Earth's Earliest Fossils — Solutions to Darwin's Dilemma («Відкриття найдавніших скам'янілостей Землі — рішення дилеми Дарвіна»)
- 2001 Джеральд Вассербург[en] — From Small Rocks to Big Stars and the Early Universe — a Study of Cosmochemical Immodesty («Від маленьких каменів до великих зірок і раннього Всесвіту — дослідження космохімічної нескромності»)
- 2002 Джеймс Гілберт Андерсон[en] — Chemistry and the Earth: Bridging Electronic Structure and Climate ; The Nature of the Chemical Bond in Transition: Prediction of Barrier Heights («Хімія та Земля: поєднання електронної структури та клімату; Природа хімічного зв'язку під час переходу: прогнозування висоти бар'єру»); Coupling of Chemistry and Climate: Eocene, Present and Future («Зв'язок хімії та клімату: Еоцен, сьогодення та майбутнє»)
- 2012 Сандра Фабер — Genesis: The Modern Story («Буття: сучасна історія»)
- 2013 Махзарін Банаджі[en] — Group Love («Групове кохання»)
- 2014 Ден Маккензі[en] — Plates and Earthquakes: Why We Expect a Million Deaths this Century («Плити та землетруси: чому ми очікуємо мільйон смертей у цьому столітті»)
- 2016 Річард Еллі[en] — Sea-Level Rise: Inconvenient, or Unmanageable? («Підвищення рівня моря: незручно чи некеровано?»)
- 2017 Ребека Річардс-Кортум[en] — Essential Solutions and Technologies to Eliminate Preventable Newborn Death in Africa («Основні рішення та технології для запобігання смерті новонароджених в Африці»)
- 2018 Девід Райх — Who We Are and How We Got Here; Ancient DNA and the New Science of the Human Past («Хто ми і як ми тут опинилися; Стародавня ДНК і нова наука про минуле людини»)